# Старий Ожехув
Старий Ожехув (пол. Stary Orzechów) — село в Польщі, у гміні Сосновиця Парчівського повіту Люблінського воєводства. Населення — 155 осіб (2011).

## Історія
За даними етнографічної експедиції 1869—1870 років під керівництвом Павла Чубинського, у селі переважно проживали греко-католики, які розмовляли українською мовою.
У 1975—1998 роках село належало до Холмського воєводства.

## Демографія
Демографічна структура станом на 31 березня 2011 року:
|          | Загалом | Допрацездатний вік | Працездатний вік | Постпрацездатний вік |
| -------- | ------- | ------------------ | ---------------- | -------------------- |
| Чоловіки | 82      | 12                 | 51               | 19                   |
| Жінки    | 73      | 10                 | 38               | 25                   |
| Разом    | 155     | 22                 | 89               | 44                   |